# Can Jaurès
Can Jaurès és una obra d'Olot (Garrotxa) inclosa a l'Inventari del Patrimoni Arquitectònic de Catalunya.

## Descripció
És una casa entre mitgeres que disposa de planta baixa i tres pisos superiors. La primera ha estat totalment reformada per albergar-hi uns locals comercials. El primer pis té una àmplia balconada amb dos portes d'accés decorades amb motius de fullatges estilitzats i escuts llisos. El segon i tercer pis tenen balcons semicirculars sostinguts per una sola mènsula molt treballada. La decoració de les obertures del segon pis es va suprimir al fer obres a la casa, però en el tercer pis es conserven i són iguals que les del pis principal. La cornisa està decorada amb escacs i a cada costat de l'edifici hi corre una decoració feta amb estuc simbolitzant una pilastra amb capitell. Els murs estan arrebossats.

## Història
Durant el segle xvi la ciutat d'Olot viu uns moments de gran prosperitat, especialment durant la segona meitat del segle. Això atrau molts immigrants de remença, el que genera un notable creixement urbà. S'edifiquen el Carrer Major, el de Sant Rafael, els contorns del Firal i la Plaça Major. Durant la segona meitat del segle xix es tornen a fer grans construccions al carrer de Sant Rafael; s'enderroca el portal situat al final del carrer, es basteixen cases importants com Can Batlló i moltes d'altres són profundament renovades.